# Tiny Dancer
"Tiny Dancer" er en sang af den britiske sanger Elton John med tekst af Bernie Taupin. Sangen er det første spor fra albummet Madman Across the Water (1971).

## Udgivelse og indspilning
Sangen blev indspillet på Trident Studios i London i august 1971 og udgivet som single i februar 1972. Sangen blev skrevet af Taupin at fange ånden i Californien i 1970. Det er blevet kendt, at sangen handler om Taupins første kone. Sangen blev dedikeret til hende på albummet Madman Across the Water.
I USA nåede sangen nummer 41 på Billboard Hot 100 og blev ikke engang udgivet i Storbritannien. Men den blev langsomt en af Johns mest populære sange. I 2004 blev sangen placeret nummer 387 på Rolling Stones liste over de 500 bedste sange til alle tider.
Sangen blev certificeret guld og senere platin af Recording Industry Association of America.

## Sporliste
Alle sange er skrevet af Elton John og Bernie Taupin.
1. "Tiny Dancer" – 3:38
2. "Razor Face" – 4:44